# L'Araldo abruzzese
L'Araldo abruzzese è il settimanale della Diocesi di Teramo-Atri, fondato a Teramo, il 19 marzo del 1904, per iniziativa del vescovo mons. Alessandro Zanecchia-Ginetti. Nel 2004 l'Araldo ha celebrato i cento anni di vita. È in assoluto il periodico più longevo della storia d'Abruzzo ed è anche il più antico tra quelli oggi in Abruzzo esistenti.
L'attuale direttore è Salvatore Coccia che si avvale anche di un Consiglio di Direzione formato da don Davide Pagnottella, vicario del Vescovo, Pietro Di Benedetto, direttore amministrativo, e lo stesso Vescovo della Diocesi di Teramo-Atri, Mons. Lorenzo Leuzzi, in qualità di legale rappresentante.
Esce attualmente in formato tabloid, con 8 pagine, tutte a colori, ed è inviato in formato pdf omaggio per gli abbonati.

## Storia

### Dalla fondazione del giornale al conflitto mondiale
Dopo i lavori preparatori affidati a un Comitato di giovani sacerdoti del Seminario aprutino guidati da don Berardo Urbani, l'Araldo pubblicò il suo primo numero il 19 marzo del 1904. Suo primo direttore fu Giovanni De Caesaris, sacerdote di Penne, letterato, storico e poeta, esponente dell'ala più moderata dell'area cattolica.
In clima di "non expedit", con i cattolici ancora fuori dalla vita politica della nazione, l'apertura di un giornale cattolico provocò critiche e reazioni sia tra il clero e i fedeli che nel mondo laico. Di fronte ai tanti attacchi ricevuti, il Vescovo preferì sostituire il moderato De Caesaris con il più combattivo Pasquale Delpaggio, sacerdote di Campli.
Il giornale maturò così una linea di impegno politico formulata in chiave apertamente antisocialista e antimassonica, linea che determinò l'intervento del giornale nelle campagne elettorali del 1909, 1910 e 1913 a favore dei candidati moderati Carlo De Michetti (eletto nel 1909) e Antonio De Benedictis (eletto nel 1910), contro il socialista Guido Celli, uscito a sua volta vincente nella competizione del 1913.
Lo schierarsi dell'Araldo contro l'entrata dell'Italia in guerra, sia pure in termini di cauta moderazione, non risparmiò critiche al giornale e persecuzioni ai suoi redattori. L'impopolare posizione di stampo neutralista non impedì ai cattolici teramani e allo stesso giornale di impegnarsi, durante gli anni del conflitto, all'interno dei vari Comitati di organizzazione civile e di sostegno ai combattenti e alle loro famiglie.

### Il dopoguerra e il fascismo
Con la nascita del Partito popolare, il 18 gennaio del 1919, l'impegno dell'Araldo in politica si fece più deciso; ampio spazio fu riservato dal giornale al manifesto-appello cosiddetto "A tutti gli uomini liberi e forti", pubblicato da Sturzo per annunciare la fondazione del partito. Don Gaetano Cicioni, uno dei primi e più autorevoli redattori dell'Araldo, fu eletto segretario della sezione teramana del nuovo partito.
Dopo un primo momento di aperto antifascismo e di denuncia delle violenze subite dai cattolici anche nel teramano, l'Araldo fu costretto a correggere il proprio atteggiamento e a fare propria la linea delle alte gerarchie ecclesiastiche, tendente a instaurare con il governo fascista un clima di intesa e collaborazione.
Mentre il nuovo vescovo Settimio Quadraroli inneggiava pubblicamente agli uomini nuovi del fascismo, all'interno dell'Araldo si registrava l'improvviso cambio della linea del giornale: la direzione veniva assunta da un Comitato di redazione che, volutamente, abbandonava ogni impegno di carattere politico. Dopo le elezioni del 1924 e l'approvazione delle leggi eversive della libertà di stampa, l'Araldo diveniva "Organo della Giunta diocesana".
Alla fine degli anni Venti alla direzione veniva designato il sacerdote Domenico Valerii. Negli anni del regime, pur restando al di fuori di ogni tematica di carattere politico, il giornale si trovò a svolgere comunque un importante ruolo culturale e fu direttamente coinvolto nel dibattito per il rinnovamento urbanistico della città di Teramo. Nel 1928 era stato eletto vescovo mons. Antonio Micozzi, che fu esponente di una linea marcatamente clerico-fascista e collaboratore entusiasta del progetto di "romanizzazione" del centro storico, concepito dagli intellettuali più vicini al governo.
Di rilievo fu in quegli anni anche la questione del restauro del Duomo di Teramo: una lunga e accesa polemica che vide scendere in campo intellettuali di varia formazione: tra gli altri don Gaetano Cicioni che, in polemica con Francesco Savini, sostenne sull'Araldo l'importanza di non stravolgere le strutture originarie della chiesa e di evitare falsi e arbitrarie ricostruzioni.

Altro evento da ricordare fu la celebrazione tenuta a Teramo, nel 1935, del Congresso Eucaristico nazionale che per alcuni mesi consentì alle autorità fasciste locali di mettere in mostra, su un ampio palcoscenico, le opere edilizie e sociali realizzate. L'Araldo, per diversi mesi, dedicò al Congresso uno speciale supplemento intitolato "Squille eucaristiche" e mise in evidenza l'operato di importanti figure carismatiche come don Oderico Paolini, apostolo della gioventù. L'argomento, non del tutto privo di vis polemica, si ricollegava al disagio che si andava manifestando anche in altre regioni, sul problema dell'educazione della gioventù e del conseguente conflitto tra le organizzazioni giovanili cattoliche e quelle fasciste.
Ma fu il tema delle leggi razziali, sostanzialmente osteggiate in ambiente cattolico, a segnare l'insorgere dei primi concreti dissapori tra cattolici aprutini e autorità fasciste locali: don Fioravante d'Ascanio, arciprete di Montorio al Vomano, dalle pagine dell'Araldo e con la solidarietà dell'intera redazione, osò proclamare l'incompatibilità del Cristianesimo con ogni forma di razzismo. Fu necessario l'intervento diretto del Questore per evitare a don Fioravante il carcere.
Diverso e decisamente più morbido fu invece l'atteggiamento assunto dal giornale negli anni del secondo conflitto mondiale: commenti sfumati e asettici apparvero sulle prime pagine dell'Araldo, sia nel 1940, di fronte all'entrata in guerra, che nel luglio del 1943, di fronte all'arresto di Mussolini e alla caduta del fascismo.
Per oltre un anno, tra il 1943 e il 1945, l'Araldo abruzzese fu costretto a sospendere le pubblicazioni. Si verificò proprio in questo periodo un fatto straordinario: di fronte all'accusa di disfattismo rivolta al Clero aprutino da "Tempo Nuovo", il giornale dei fascisti repubblicani, furono i Parroci che, in assenza dell'Araldo, risposero dai pulpiti, durante le funzioni domenicali, invocando tra l'altro la ripubblicazione del proprio giornale. Di fronte a una situazione che minacciava di degenerare, le autorità fasciste preferirono sequestrare i numeri incriminati di "Tempo nuovo" e sconfessare, implicitamente, parole e operato dei propri militanti.

### Dal secondo dopoguerra al Concilio
L'Araldo riprese le sue pubblicazioni regolari solo nel 1945, in un primo tempo come semplice supplemento del "Nuovo Piceno" e in un unico foglio.
Il settimanale affrontò al fianco della Democrazia Cristiana le competizioni elettorali del 1948 e i successivi anni della guerra fredda mentre, alla guida della Diocesi, si succedevano i vescovi Gilla Vincenzo Gremigni e Amilcare Battistelli.
Alla direzione dell'Araldo, che nel clima politico del tempo aveva maturato posizioni apertamente anticomuniste, troviamo prima Adolfo Binni, futuro vescovo, poi Annibale Ferrari, in procinto di partire missionario per l'Africa, e, infine, Gabriele Orsini, sociologo e professore universitario, grazie al quale il giornale ebbe una sede definitiva e fu lanciata la fortunata campagna denominata "L'Araldo in ogni famiglia". In effetti, con la direzione Orsini, nel giro di un anno il giornale conseguì l'autonomia finanziaria mentre, sul piano dei contenuti, affrontava uno dei periodi più delicati trovandosi a dare voce ai profondi cambiamenti apportati dal Concilio Vaticano II.

### La direzione del laico Giovanni Verna
Nel clima di rinnovamento promosso con l'avvento del vescovo Mons. Abele Conigli, nel 1967, per la prima volta fu nominato alla direzione del giornale un laico, l'atriano Giovanni Verna, giornalista Rai, che condurrà le sorti del settimanale diocesano fino alla fine degli anni Ottanta.
Fu nel 1985, sotto la direzione Verna, che l'Araldo affrontò apertamente il dibattito sui rapporti con la politica e sulla funzione di un partito dei cattolici. L'occasione fu offerta dalla lettera aperta di un parroco che, pubblicamente, pose il problema se fosse ancora lecito ai cattolici votare Democrazia Cristiana. Ampio e significativo è stato definito il concorso dei lettori al relativo dibattito. Tra i tanti contributi allor pervenuti al giornale, è stato messo in evidenza quella di Tommaso Sorgi, sociologo, ex deputato della Democrazia Cristiana, dalla cui lettera:
(da: Cent'anni di Araldo, film documentario realizzato per il centenario della fondazione del giornale, 2004)

### L'Araldo negli ultimi venticinque anni
Negli ultimi decenni l'Araldo si è fatto carico di raccontare la vita della Chiesa aprutina come pure quella della Chiesa universale. Ha dato spazio in questo senso sia alla realtà delle parrocchie che alla nascita e allo sviluppo dei diversi movimenti ecclesiali. Come si richiede al giornale ufficiale di una Diocesi cattolica, ha curato in via prioritaria l'approfondimento e la divulgazione di temi dottrinali, a cominciare da quelli di natura morale e sociale.
Alla sua direzione si sono avvicendati Nicola Di Paolantonio, Beniamino De Nigris Urbani e, infine, Gino Mecca. Nel passare in rassegna i contenuti ordinari del periodico, si possono riscontrare, oltre alle cronache di vita religiosa e politica, tutta una serie di rubriche fisse relative da un lato a temi teologici e pastorali e dall'altro a tematiche decisamente più generali: rubriche d'arte, di letteratura, di storia e tradizioni, di problemi scolastici e sportivi a coprire un ventaglio di interessi quanto mai ampio.
Senz'altro meritano specifica segnalazione, tra tutti gli altri, i numeri speciali pubblicati nel giugno 1985, in occasione della visita alla Diocesi del pontefice Giovanni Paolo II.

## Elenco dei direttori dell'Araldo, dalla fondazione a oggi
(elenco cronologico in via di completamento)
Giovanni De Caesaris, Pasquale Delpaggio, Gaetano Cicioni, Domenico Valerii, Adolfo Binni, Annibale Ferrari, Gabriele Orsini, Giovanni Verna, Nicola Di Paolantonio, Beniamino De Nigris Urbani, Gino Mecca, Salvatore Coccia.